# 细叶景天
细叶景天（学名：Sedum elatinoides）为景天科景天属的植物。分布在缅甸以及中国大陆的陕西、云南、甘肃、湖北、四川、山西等地，生长于海拔500米至3,400米的地区，一般生长在山坡石上，目前尚未由人工引种栽培。

## 别名
疣果景天、小鹅儿肠、半边莲、崖松（秦岭植物志） 沟繁缕景天（拉汉种子植物名称）